# زنان در هند
وضعیت زنان در هند طی هزاره‌های اخیر تغییرات بزرگی کرده‌است. زنان هند در راستای دست یابی به حقوق برابر با بسیاری چالش‌ها روبرو بوده‌اند در هند مدرن، زنان توانسته‌اند به مناصب بالایی مانند ریاست جمهوری، نخست‌وزیری، سخنگوی مجلس سفلای پارلمان و رهبری اپوزیسیون دست پیدا کنند.
با این حال، زنان در هند همچنان با مشکلات متعددی از جمله تجاوز جنسی، اسید پاشی، بی حرمتی، اجبار به عروسی و فحشاء اجباری روبرو هستند. بنیاد تامسون رویترز هند را به عنوان بدترین کشور عضو جی بیست معرفی کرده‌است.

## مرگ به‌خاطر جهیزیه
هر ساله تعداد زیادی از زنان هندی به‌دلیل ناکافی بودن جهیزیه به‌دست همسر یا بستگان او کشته‌می‌شوند. شیوهٔ متداول این قتل‌ها زنده سوزاندن عروس است که معمولاً به‌صورت خودکشی یا مرگ تصادفی جلوه داده می‌شود. این کشور تاکنون بیشترین میزان مرگ و میر مرتبط با جهیزیه را در جهان داشته‌است. بر اساس آمار دایره ملی ثبت جنایات هند، در سال ۲۰۱۲، ۸٫۲۳۳ مورد مرگ مربوط به جهیزیه در سراسر هند گزارش شده‌است. در سال ۲۰۰۲ صندوق کودکان سازمان ملل متحد اعلام کرده بود سالانه بیش از ۵۰۰۰ عروس به‌دلیل ناکافی بودن جهیزیه‌شان در هند کشته می‌شوند.